# Ullastret
Ullastret är en kommun i Spanien.   Den ligger i provinsen Província de Girona och regionen Katalonien, i den östra delen av landet, 600 km öster om huvudstaden Madrid. Antalet invånare är 287. Arean är 11,1 kvadratkilometer. Ullastret gränsar till Serra de Daró, Fontanilles, Palau-sator, Forallac, La Bisbal d'Empordà, Corçà och Parlavà. 
Terrängen i Ullastret är platt.